# Chontales
Chontales é um departamento da Nicarágua, sua capital é a cidade de Juigalpa.
Seu relevo é acidentado pela presença das montanhas de Huapi.
Chontales é cortado pelos rios Mico, Siquía e Tepanaguasapa.
Produz borracha, madeiras nobres, arroz, citrinos.

## Municípios
O departamento encontra-se dividido no seguintes municípios:
1. Acoyapa
2. Comalapa
3. El Coral
4. Juigalpa
5. La Libertad
6. San Francisco de Cuapa
7. San Pedro de Lóvago
8. Santo Domingo
9. Santo Tomás
10. Villa Sandino